# The Best of Eric Andersen
The Best of Eric Andersen è un doppio album-raccolta di Eric Andersen, pubblicato dalla Vanguard Records nel 1970.

## Tracce
Brani composti da Eric Andersen, eccetto dove indicato
Lato A
1. My Land Is a Good Land – 2:55 – Tratto dall'album 'Bout Changes 'n' Things Take 2 (1967)
2. Hey Babe, Have You Been Cheatin' – 3:32 – Tratto dall'album 'Bout Changes 'n' Things Take 2 (1967)
3. Thirsty Boots – 5:12 – Tratto dall'album 'Bout Changes 'n' Things Take 2 (1967)
4. The Hustler – 4:47 – Tratto dall'album 'Bout Changes 'n' Things Take 2 (1967)
5. Close the Door Lightly – 3:45 – Tratto dall'album 'Bout Changes 'n' Things Take 2 (1967)

Durata totale: 20:11
Lato B
1. Song to J.C.B. – 4:55 – Tratto dall'album Today Is the Highway (1965)
2. Dusty Box Car Wall – 2:22 – Tratto dall'album Today Is the Highway (1965)
3. Looking Glass – 5:05 – Tratto dall'album Today Is the Highway (1965)
4. Bumblebee – 3:20 – Tratto dall'album Today Is the Highway (1965)
5. Violets of Dawn – 3:47 – Tratto dall'album 'Bout Changes & Things (1966)

Durata totale: 19:29
Lato C
1. Lovesick Blues – 2:34 (Irving Mills, Cliff Friend) – Tratto dall'album A Country Dream (1969)
2. Eyes Gently Rolling – 5:36 – Tratto dall'album A Country Dream (1969)
3. Just a Country Dream – 5:11 – Tratto dall'album A Country Dream (1969)
4. Devon, You Look Like Heaven – 2:45 – Tratto dall'album A Country Dream (1969)
5. All I Remember Is You – 2:55 – Tratto dall'album A Country Dream (1969)

Durata totale: 19:01
Lato D
1. Rollin' Home – 3:40 – Tratto dall'album More Hits from Tin Can Alley (1968)
2. Miss Lonely Are You Blue – 4:15 – Tratto dall'album More Hits from Tin Can Alley (1968)
3. Broken Hearted Mama – 3:02 – Tratto dall'album More Hits from Tin Can Alley (1968)
4. A Woman Is a Prism – 5:00 – Tratto dall'album More Hits from Tin Can Alley (1968)
5. Hello, Sun – 2:06 – Tratto dall'album More Hits from Tin Can Alley (1968)

Durata totale: 18:03

## Musicisti
A1, A2, A3, A4 e A5
- Eric Andersen - voce, chitarra, armonica
- Paul Harris - pianoforte, organo
- Harvey Brooks - basso
- Herbie Lovelle - batteria

B1, B2, B3, B4 e B5
- Eric Andersen - chitarra, armonica, voce
- Debbie Green - seconda chitarra (brani: Bumblebee e Violets of Dawn)

C1, C2, C3, C4 e C5
- Eric Andersen - voce, chitarra
- Andy Johnson - chitarra solista
- David Briggs - pianoforte
- Bill Pursell - pianoforte (brano: Devon, You Look Like Heaven)
- Weldon Myrick - chitarra steel
- Charlie McCoy - organo, armonica, banjo, dobro
- Charlie McCoy - mandolino (brano: Just a Country Dream)
- Doc Butler - tuba (brano: Devon, You Look Like Heaven)
- Norbert Putnam - basso
- Ken Buttrey - batteria

D1, D2, D3, D4 e D5
- Eric Andersen - voce, chitarra
- Hugh McCraken - chitarra
- Bob Rafkin - chitarra
- Don Thomas - chitarra
- Al Cooper - chitarra
- Amos Garrett - chitarra
- Debby Green - pianoforte
- Paul Harris - pianoforte
- Paul Griffin - pianoforte
- Bob Bushnell - basso
- Joe Mack - basso
- Steve Anander - basso
- Al Rogers - batteria, percussioni
- Herbie Lovelle - batteria, percussioni
- George Devons - batteria, percussioni
- Jack Jennings - batteria, percussioni
- Irving Spice - concert master (strumenti ad arco e strumenti a fiato)